# Abaluhya Football Club Leopards Sports Club
L'Abaluhya Football Club Leopards Sports Club, meglio noto come AFC Leopards, è una società calcistica keniota, con sede a Nairobi. La squadra è soprannominata Ingwe, che nella lingua luhya vuol dire "leopardi".

## Storia
La squadra, con il nome di Abaluhya Football Club, venne fondata nel 1964 a Nairobi dalla fusione di otto piccole squadre: Kisa, Tiriki, Bukusu Brotherhood, Busamia, Lurambi, Butsotso, Bushibungo e Eshirot.
In breve tempo si impone come una delle più forti squadre del panorama calcistico keniota, aggiudicandosi già nel 1966 il suo primo campionato. Nella sua storia il club vincerà altri dodici campionati, nove coppe nazionali ed in ambito internazionale cinque edizioni della Coppa CECAFA.
Nell'edizione 1968 della Coppa dei Campioni d'Africa il club raggiunse le semifinali del torneo, perdendole contro i togolesi dell'Étoile Lomé; questo sarà anche il miglior risultato ottenuto dal club capitolino nella massima competizione africana per club.
Dal 1973 al 1979 la squadra assunse il nome di Abaluhya FC e poi divenire AFC Leopards a seguito del bando presidenziale verso le squadre "tribali", ovvero che si rifacevano ad una delle etnie del paese.
La squadra rimase una delle più competitive del paese sino a tutti gli anni '90 del XX secolo, limitando poi i suoi successi negli anni più recenti a qualche affermazione nella coppa nazionale.

## Strutture

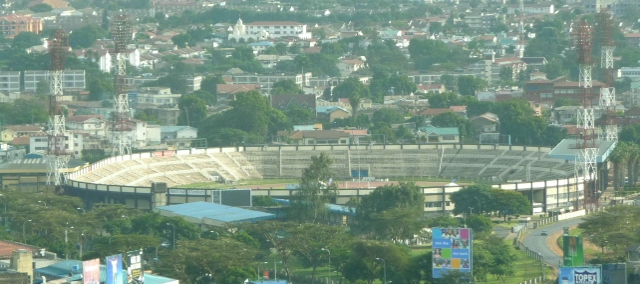
Nyayo National Stadium

L'AFC Leopards gioca i suoi incontri casalinghi al Nyayo National Stadium, sito a circa due chilometri dal centro di Nairobi, con una capacità di circa 45.000 posti. Risulta essere il secondo stadio più grande del paese.

## Tifoseria
L'AFC Leopards è la squadra di riferimento dell'etnia luhya, popolazione che risiede soprattutto nella parte occidentale del paese. Vi è una forte rivalità con l'altra squadra più titolata di Nairobi, il Gor Mahia, squadra dell'etnia luo, con cui disputa il Mashemeji Derby, precedentemente noto come "Nairobi Derby". 
Il primo incontro fu disputato il 5 maggio 1968 e vinto dal Gor Mahia per 1-0. La rivalità ha dato negli anni origine a qualche scontro tra tifosi e giocatori.
Altra rivalità sentita è contro il Re-Union, altra squadra espressione dell'etnia luo.

## Palmarès

### Competizioni nazionali
- Campionato keniota: 13

1966, 1967, 1970, 1971, 1973, 1980, 1981, 1982, 1986, 1988, 1989, 1992, 1998
- Coppa di Kenya: 9

1967, 1968, 1984, 1985, 1991, 1994, 2001, 2009, 2013

### Competizioni internazionali
- Coppa CECAFA per club: 5

1979, 1982, 1983, 1984, 1997